# Bremond
Bremond és una població dels Estats Units a l'estat de Texas. Segons el cens del 2000 tenia 876 habitants.

## Demografia
Segons el cens del 2000, Bremond tenia 876 habitants, 359 habitatges, i 230 famílies. La densitat de població era de 371,7 habitants/km².
Dels 359 habitatges en un 32,3% hi vivien nens de menys de 18 anys, en un 41,2% hi vivien parelles casades, en un 18,1% dones solteres, i en un 35,7% no eren unitats familiars. En el 33,1% dels habitatges hi vivien persones soles el 19,8% de les quals corresponia a persones de 65 anys o més que vivien soles. El nombre mitjà de persones vivint en cada habitatge era de 2,28 i el nombre mitjà de persones que vivien en cada família era de 2,88.
Per edats la població es repartia de la següent manera: un 26,9% tenia menys de 18 anys, un 5,6% entre 18 i 24, un 23,4% entre 25 i 44, un 19,3% de 45 a 60 i un 24,8% 65 anys o més.
L'edat mediana era de 40 anys. Per cada 100 dones de 18 o més anys hi havia 78,3 homes.
La renda mediana per habitatge era de 27.054 $ i la renda mediana per família de 34.028 $. Els homes tenien una renda mediana de 38.750 $ mentre que les dones 21.719 $. La renda per capita de la població era de 15.325 $. Aproximadament el 18% de les famílies estaven per davall del llindar de pobresa.

## Poblacions més properes
El següent diagrama mostra les poblacions més properes.